# Academia Militar de Sevilla
La Academia Militar de Sevilla de 1809 surgió a raíz de la invasión francesa de España.
La Universidad de Toledo había creado un Batallón de Voluntarios en mayo de 1808 a raíz de una petición de distintos profesores y alumnos ante la proximidad del francés, la destrucción del ejército peninsular y el sentimiento patriótico que recorría toda España. Reclutados aproximadamente trescientos hombres entre profesores y alumnos, sirvieron de escolta a la Junta Central Suprema en su retirada a Andalucía en diciembre de 1808. Las fuerzas llegaron a los aledaños de Sevilla el 31 de diciembre y fueron recibidas con múltiples vivas y vítores. 
El 3 de enero, una vez acuartelados, comenzó a instruirse de forma rudimentaria. Meses más tarde llegó a la ciudad el Coronel de artillería, Mariano Gil de Bernabé, que propuso a la Junta Suprema Central la constitución de una Academia Militar que formase suboficiales y oficiales entre los universitarios que formaban el Batallón y los que pudieran llegar en el futuro, de los que estaba escaso el ejército y la Milicia Nacional. Después de varias peticiones y con el apoyo de algunos oficiales que también habían servido en Segovia formando Cadetes, la Junta acuerda la creación el 14 de diciembre, aprobándose el Reglamento de formación, orden y servicio que debía cumplirse. La mayoría de los alumnos pertenecían al Batallón de Voluntarios de Toledo, por lo que se aprobó el uniforme que éstos llevaban como el oficial de la Academia. Algo más de una centena de hombres pasaron el primer curso, pero Sevilla fue invadida el 31 de enero de 1810. Durante ese tiempo, además de la formación militar y académica, los cadetes habían hecho servicio de armas combatiendo en los alrededores de la ciudad.
Con la toma de Sevilla, la Academia volvió a convertirse en Batallón con la orden de poner a buen resguardo los caudales públicos que gestionaba la Junta, dirigiéndose a Ayamonte. Allí fue disuelta oficialmente el 11 de febrero.